# ФК Сан Хозе ертквејкси
Сан Хозе ертквејкси (енгл. San Jose Earthquakes) је амерички професионални фудбалски клуб из истоименог града. Клуб се такмичи у Главној фудбалској лиги, најјачем фудбалском такмичењу у Северној Америци.
Ертквејкси су један од десет клубова који се у МЛС такмичи од њеног оснивања 1995. године (тада су се звали Сан Хозе клеш и одиграли су прву утакмицу у историји МЛС победивши Ди Си јунајтед са 1:0). Након завршетка сезоне 2005. клуб је угашен, а играчи и стручни штаб су пресељени у Хјустон где је оформљен Хјустон дајнамо. Након две године одсуства Сан Хозе ертквејкси од 2008. поново наступају у МЛС.
Највећи успеси тима су два освојена Купа МЛС (у 2001. и 2003).